# Гаетано Ширеа
Гаетано Ширеа (Чернуско сул Навиљо, 25. мај 1953—Бабск, 3. септембар 1989) био је италијански професионални фудбалер, који слови за једног од најбољих дефанзиваца свих времена.
Ширеа је један од само пет играча у историји европског фудбала, који је освојио све међународне трофеје за фубалске клубове које су признали УЕФА и ФИФА. Такође је један од девет играча у историји европског фудбала који је победио у сва три главна УЕФА такмичења.
Већину каријере провео је у Јувентусу, а две сезоне у Аталанти. На међународном нивоу играо је за репрезентацију Италије више од једне деценије, током које је био неприкосновени члан одбрамбеног састава Италије све до 1986. године када се повукао.  Ширеа је био светски првак, са Италијом је освојио Светско првенство 1982. године. Италију је представљао још два пута на Светским првенствима и 1980. године на Европском првенству.

## Биографија
Ширеа је рођен 25. маја 1953. године у насељу Чернуско сул Навиљо у округу Милано, а био је сицилијанског порекла. Био је ожењен Маријелом Каваном, са којом има сина Рикарда. Маријела је постала политичарка након његове смрти.
У лето 1989. године посетио је Пољску како би видео игру Горњик Забжа, који је требао да буде противник Јувентусу у Купу УЕФА. Дана 3. септембра 1989. године аутомобил у којем се Ширеа налазио се сударио са камионом у близини села Бабск. У аутомобилу се у том тренутку налазило четири канистера бензина, што је у то време била уобичајена пракса у Пољској, због несташица горива, који је експлодирао и убио Ширеу заједно са двојицом путника у ауту.

## Каријера
Професионалну фудбалску каријеру започео је у Аталанти када је дебитовао против Каљарија 24. септембра 1972. године. Провео је две сезоне у Аталанти, пре него што је прешао у Јувентус у којем је играо до краја каријере. У укупно 397 наступа у Серији А постигао је 24 гола, а највећи супех постигао је са Јувентусом, играјући заједно са Антонијом Карабинијем, Клаудијом Ђентилеом и Дином Зофом. Остварио је импресивне партије и заједно са клубом освојио свако УЕФА такмичење, као и сва домаћа такмичења клуба односно 7 титула Серије А, 2 Куп Италије, Куп УЕФА, Куп победника купова, Лигу шампиона, УЕФА суперкуп и Интерконтинентални куп.
Повукао се из клупског фудбала на крају сезоне 1987/1988. Преузео је улогу скаута у Јувентусу, а касније радио и као тренер.
За репрезентацију Италије Ширеа је дебитовао 30. децембра 1975. године на мечу против репрезентације Грчке. Одмах је постао незамењив играч тима којим је управљао Енцо Берцот и играо на три Светска купа и једном Европском првенству, 1980. године у Италији. Италија је на Европском првенству 1980. године завршила на четвром месту, а Ширеа је био именован за најбољег играча тима.
Заједно са клупским колегама Антонијом Карбинијем, Клаудијом Џентилеом, Ђузепе Бергомијем, Франком Барезијем и Дино Зофом, Ширеа је формирао по некима и најјачи италијански послератни фудбалски састав. Ширеа је импресионирао на Светском првенству 1978. године, где је Италија завршила на четртом месту. На Светском првнеству 1982. године, након мирног старта у групној фази, Италија је у другом колу победила Аргентину, Бразил, а потом и Пољску у полуфиналу, резултатом 2:0. На Светском првенсту 1986. године тим је био у транзицији и играо је против Француске, а ово је био последњи Ширеов меч, на којем је имао 78 скокова и постигао 2 гола.

## Стил игре  и наслеђе
Ширеа је био модеран и талентован дефанзивац, спретан и надарен техничим вештинама и тактичким способностима, а био је познат по свом темпу, елеганцији вођења лопте и урођеном способношћу да „прочита” игру. За разлику од безобзирне тактике коју често користе други браниоци, укључујући његовог некадашњег партнера Клаудија Ђентилеа, Ширеа је био познат по фер игри и спортском управљању. Током каријере, никада није добио црвени картон на утакмици. Такође је био познат по свом вођству, а служио је као капитен Јувентуса и фудбалске репрезентације Италије.
Бивши играч средине терена, већину каријере провео је као одбрамбени играч, иао спремност и способност проласка других играча. Поред помагања свом тиму у одбрани, Ширеа је умео да се одвоји од одбрамбене линије и допринесе нападачима свог тима, често је био укључен у акције, а понекад и постизао голове. У другој половини каријере, Ширеа је губио ритам и играо као дефанзивац.
Због сопствене одбрамбене вештине и спортског умећа, по Ширеи је назван велики број турнира за младе, као и награде и тројефи за фер-плеј, а он представља узор по том питању. Награда Гаетано Ширеа додељује се фудбалерима Серије А за достигнућа. Године 2005. бивши селектор репрезентације Италије Енцо Берцот предложио је повлачење дреса са бројем шест те репрезентације и Јувентуса, као признање Ширеовој каријери. Јужна трибина на стадиону Јувентус, као и она на некадашњем стадиону Деле Алпи, позната је као Curva Scirea, а надимак су јој доделили навијачи Јувентуса.

## Трофеји и титуле

### Клуб
Јувентус
- 7 Серија А: 1974–75, 1976–77, 1977–78, 1980–81, 1981–82, 1983–84, 1985–86.
- 2 Куп Италије: 1978–79, 1982–83.
- 1 УЕФА Куп: 1976–77.
- 1 Куп победника купова: 1983–84.
- 1 УЕФА Лига шампиона: 1984–85.
- 1 УЕФА суперкуп: 1984.
- 1 Интерконтинентални куп: 1985.

### Репрезентација
Италија
- Светско првенство: 1982.
- Светско првенство (четврто место): 1978.
- Европско првенство (четврто место): 1980.

### Индивидуални
- Најбољи тим турнира Европског првенства: 1980.
- Зид славних италијанског фудбала: 2011.[19]
- Најбољих 11 у Јувентусу свих времена: 2017.[20]